# Auf den Holln 1–3 (Bochum)

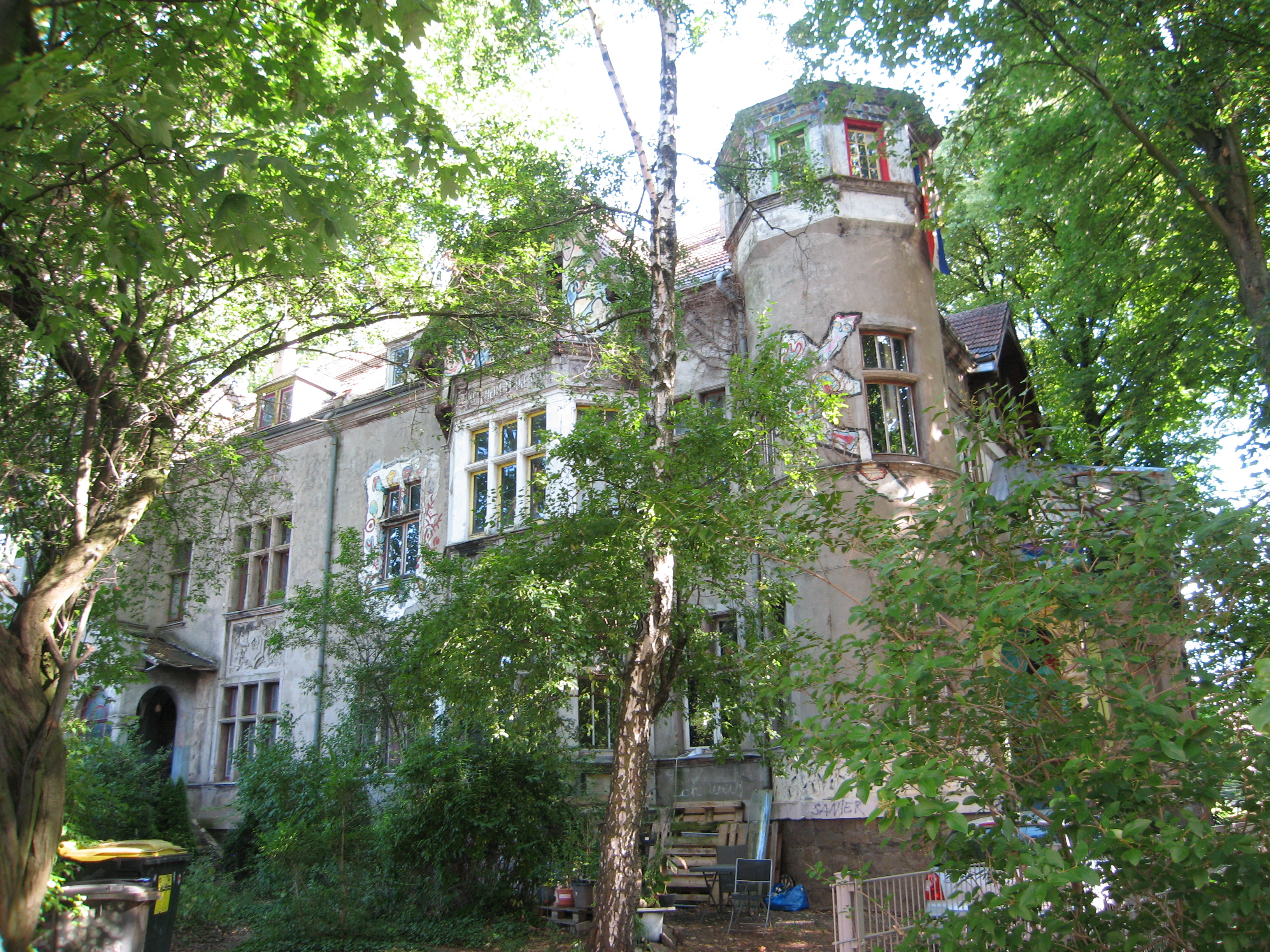
Villa Auf den Holln (2019)

Auf den Holln 1–3 ist ein denkmalgeschütztes Villengebäude im Bochumer Stadtteil Werne. Seit 1981 ist das Gebäude besetzt.

## Geschichte

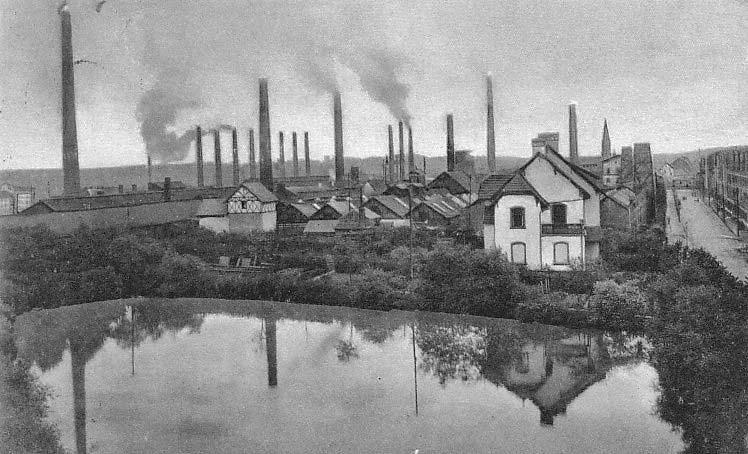
Postkarte mit Blick auf die Westfälischen Drahtwerke von 1919, vermutlich aufgenommen aus dem Haus Auf den Holln 1–3

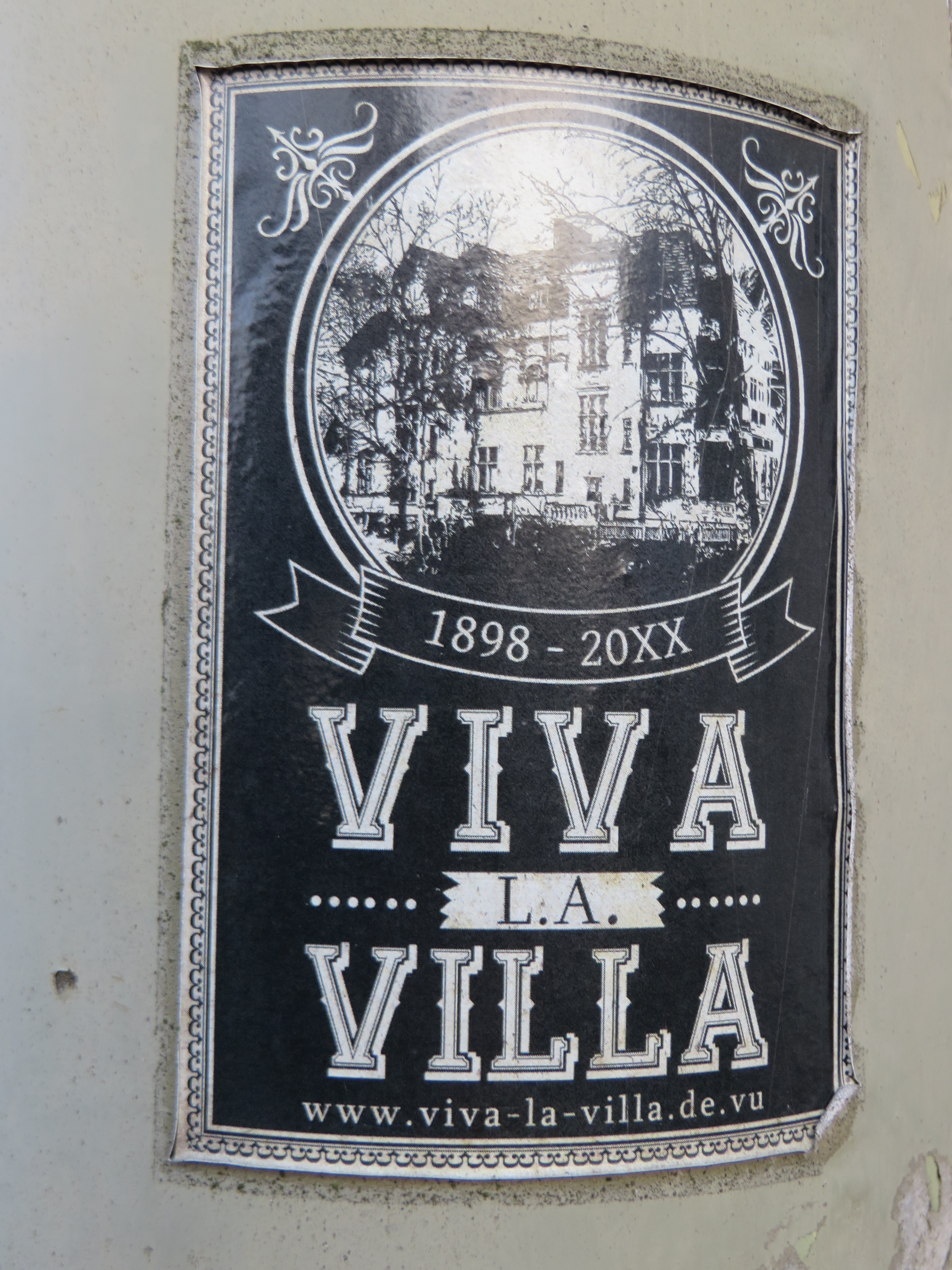
Aufkleber zur Unterstützung der Hausbesetzung

Das Gebäude wurde 1898 erbaut und diente anfangs als Direktorenvilla der 1897 aus der Kommanditgesellschaft Funke, Borbet & Co hervorgegangenen Aktiengesellschaft Westfälische Drahtwerke. Die Westfälischen Drahtwerke wurden 1931, während der Weltwirtschaftskrise, wegen mangelnder Aufträge stillgelegt. 1981 wurde das inzwischen im Besitz der Stadt Bochum befindliche Gebäude besetzt, nachdem es längere Zeit leergestanden hatte und für den Abriss vorgesehen war. 1981 fanden in Bochum noch mindestens drei weitere Hausbesetzungen statt. Nach umfangreichen Renovierungsarbeiten durch die Besetzer schloss die Stadt noch 1981 mit den Besetzern Nutzungsverträge ab. 1991 wurde das Gebäude unter Denkmalschutz gestellt. 2012 beschloss die Stadt, das Gebäude zu verkaufen.

## Architektur
Das Gebäude ist ein zweigeschossiger, späthistoristischer Putzbau unter Walmdach mit Risalit, mehreren Anbauten und Turm.